# النصب التذكاري لشهداء جناق قلعة
النصب التذكاري لشهداء جناق قلعة (بالتركية: Çanakkale Şehitleri Anıtı) هو نصب تذكاري حربي قام بتصميمه المهندس المعماري دوغان إرغينباش لشهداء معركة جناق قلعة بما يُعرف باسم معركة جاليبولي أو معركة جناق قلعة والتي راح ضحيتها 250,000. جندي شهيد من الأتراك والعرب وغيرهم. والتي خاضتها الدولة العثمانية ضد القوّات البريطانية المحتلّة وهزمتها هزيمةً كبيرة وكان النصر حليف المسلمين في الدولة العثمانية وقامت هذه المعركة خلال الحرب العالمية الأولى. ويقع النصب التذكاري لشهداء هذ المعركة في مدينة جناق قلعة في تركيا.
طبع صورة النصب التذكاري على الاوراق التركية النقدية بفئة 500.000 ليرة تركية في الفترة مابين 1993 - 2005.

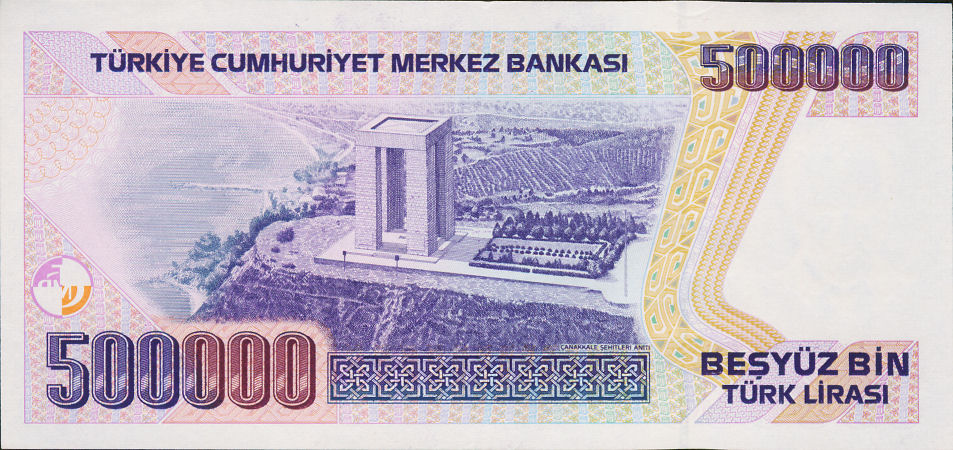
صورة النصب التذكاري لشهداء معركة جناق قلعة على العملة التركية عام 1993 - 2005

## البناء والتصميم

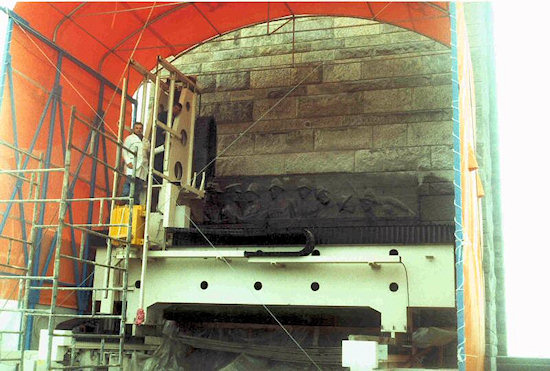
جوزيبي فينازي في أعلى آلة النحت التي اخترعها.

أُقيمت مسابقة من أجل افتتاح نصب تذكاري لشهداء معركة جناق قلعة في عام 1944، ولقد فاز في هذه المسابقة المعمارية كلٌّ من المهندس دوغان إرغينباش وإسماعيل أوتكولار والمهندس أرطغرل بارلا.
ولقد قرروا وضع النصب التذكاري في عام 1952 ووضع حجر الأساس في عام 1954 ولكن بسبب المشكلات المالية تم التوقف عن البناء عدّة مرّات، تم الانتهاء من تصميمه بشكله الرئيس عام 1958 ولقد قامت صحيفة ملليت التركية وتعني القومية بحملة دعم مالية كبيرة من أجل النصب التذكاري ولقد تم افتتاحه رسميًا عام 1960.
يبلغ ارتفاع النصب التذكاري 41 مترًا متكوّنًا من أربعة أعمكدة كل عمود منها طوله 7.5 أمتار بمساحة 10 أمتار بين بعضها البعض، ويمكن رؤيته بشكل واضح أثناء العبور من مضيق الدردنيل.

## المتحف الحربي
يوجد داخل المتحف الحربي بالقرب من النصب التذكاري توضح المعلومات التاريخة للمعركة والفئات المتحاربة من الفرنسيين والبريطيانيين وغيرهم.